# لائو کار-وینگ
لائو کار-وینگ (انگلیسی: Lau Kar-wing؛ زادهٔ زادهٔ ۱۹۴۴) بازیگر، کارگردان فیلم و طراح صحنه‌های اکشن اهل چین است.
از فیلم‌ها یا برنامه‌های تلویزیونی که وی در آن نقش داشته‌است، می‌توان به شمشیرزن یک دست و سرخ اشاره کرد.